# Стражев, Виктор Иванович
Ви́ктор Ива́нович Стражев (27 октября 1879, Усолье — 19 октября 1950) — библиограф, поэт, литературовед, педагог.

## Биография
Учился в гимназии вместе с Георгием Чулковым, а потом сам был гимназическим учителем Виктора Гофмана и Владислава Ходасевича. Входил в круг второстепенных поэтов-символистов московского издательства «Гриф» и журнала «Перевал».
Первая книга стихов «Opuscula» (лат. «Мелкие сочинения»), вышедшая в 1904, включала в себя усреднённо-символистские тексты подражаний «многим понемножку», как выразился в рецензии Александр Блок, добавляя: «количество этих стихов ничем не оправдано — все они бледны до того, что нельзя представить, выйдет или не выйдет из автора поэт».
Через три года появился сборник «О печали светлой». Блок, похвалив удачное заглавие (отсылка к строке Пушкина из стихотворения «На холмах Грузии»), написал о Стражеве: «Маленькая книжка заставляет совсем забыть первые и очень неудачные опыты поэта. Вся книжка свежа и проста».
В. Стражев издал ещё два сборника лирики («Путь голубиный», 1908, и итоговое собрание — «Стихи. 1904—1909»). В 1919 написал году стихотворный ответ Блоку — «Антискифы».
Стражев подозревался в сотрудничестве с охранным отделением, став фигурантом, так называемого, «Дела богемы». Друзья сделали всё, чтобы оправдать его и даже устроили тяжбу в суде присяжных, чтобы газета «Русские ведомости» опубликовала опровержение своих обвинений.
Сотрудничал в журналах «Русская мысль», «Журнал для всех» и др.
В литературном процессе советских лет практически не участвовал, занимаясь, в основном, преподаванием. Вместе с А. А. Зерчаниновым и Д. Я. Райхиным написал один из лучших школьных учебников по литературе XIX века, который переиздавался с 1940 года многократно, и по нему учились несколько поколений читателей.
Умер в 1950 году. Похоронен на Введенском кладбище (10 уч.).